# FIFA-Konföderationen-Pokal 2013/Gruppe B
Dieser Artikel umfasst die Spiele der Vorrundengruppe B beim FIFA-Konföderationen-Pokal 2013 mit allen statistischen Details.
| Pl. | Verein  | Sp. | S | U | N | Tore    | Diff. | Punkte |
| --- | ------- | --- | - | - | - | ------- | ----- | ------ |
| 1.  | Spanien | 3   | 3 | 0 | 0 | 015:100 | +14   | 09     |
| 2.  | Uruguay | 3   | 2 | 0 | 1 | 011:300 | +8    | 06     |
| 3.  | Nigeria | 3   | 1 | 0 | 2 | 007:600 | +1    | 03     |
| 4.  | Tahiti  | 3   | 0 | 0 | 3 | 001:240 | −23   | 0      |

## Spanien – Uruguay 2:1 (2:0)
| Spanien                                                                  | Spanien | Uruguay | Uruguay |
| ------------------------------------------------------------------------ | --- | --- | ------- |
| Spanien                                                                  | \| 16. Juni 2013 um 19:00 Uhr (24:00 Uhr MESZ) in Recife (Arena Pernambuco) \| \| Zuschauer: 41.705 \| \| Schiedsrichter: Yūichi Nishimura ( Japan) \| \| Spielbericht \|                                                                      | \| 16. Juni 2013 um 19:00 Uhr (24:00 Uhr MESZ) in Recife (Arena Pernambuco) \| \| Zuschauer: 41.705 \| \| Schiedsrichter: Yūichi Nishimura ( Japan) \| \| Spielbericht \| | Uruguay |
| Spanien                                                                  | Iker Casillas – Gerard Piqué, Sergio Ramos, Álvaro Arbeloa, Jordi Alba – Xavi (77. Javi Martínez), Sergio Busquets, Andrés Iniesta – Pedro (81. Juan Mata), Cesc Fàbregas (65. Santi Cazorla), Roberto Soldado Cheftrainer: Vicente del Bosque | Fernando Muslera – Diego Lugano , Diego Godín, Maximiliano Pereira, Martín Cáceres – Walter Gargano (63. Nicolás Lodeiro), Cristian Rodríguez, Diego Pérez (69. Diego Forlán), Gastón Ramírez (46. Álvaro González) – Luis Suárez, Edinson Cavani Cheftrainer: Óscar Tabárez | Uruguay |
| Spanien                                                                  | 1:0 Pedro (20.) 2:0 Roberto Soldado (32.) | 2:1 Luis Suárez (88.) | Uruguay |
| Spanien                                                                  | Gerard Piqué (36.), Álvaro Arbeloa (71.), | Edinson Cavani (27.), Diego Lugano (41.) | Uruguay |
| Spanien                                                                  | Spieler des Spiels: Andrés Iniesta (Spanien) | | Uruguay |
| 16. Juni 2013 um 19:00 Uhr (24:00 Uhr MESZ) in Recife (Arena Pernambuco) | | |         |
| Zuschauer: 41.705                                                        | | |         |
| Schiedsrichter: Yūichi Nishimura ( Japan)                                | | |         |
| Spielbericht                                                             | | |         |

## Tahiti – Nigeria 1:6 (0:3)
| Tahiti                                                                                             | Tahiti | Nigeria | Nigeria |
| -------------------------------------------------------------------------------------------------- | --- | --- | ------- |
| Tahiti                                                                                             | \| 17. Juni 2013 um 16:00 Uhr (21:00 Uhr MESZ) in Belo Horizonte (Estádio Governador Magalhães Pinto) \| \| Zuschauer: 20.187 \| \| Schiedsrichter: Joel Aguilar ( El Salvador) \| \| Spielbericht \|                                                                        | \| 17. Juni 2013 um 16:00 Uhr (21:00 Uhr MESZ) in Belo Horizonte (Estádio Governador Magalhães Pinto) \| \| Zuschauer: 20.187 \| \| Schiedsrichter: Joel Aguilar ( El Salvador) \| \| Spielbericht \|                                                         | Nigeria |
| Tahiti                                                                                             | Xavier Samin – Tehevarii Ludivion, Nicolas Vallar (54. Stéphane Faatiarau), Jonathan Tehau – Heimano Bourebare, Henri Caroine, Ricky Aitamai, Vincent Simon (77. Edson Lemaire) – Alvin Tehau, Marama Vahirua (69. Stanley Atani), Steevy Chong Hue Cheftrainer: Eddy Etaeta | Vincent Enyeama – Godfrey Oboabona, Elderson Echiéjilé, Efe Ambrose, Kenneth Omeruo (74. Azubuike Egwuekwe) – John Obi Mikel, Fegor Ogude, Sunday Mba (57. John Ogu) – Ahmed Musa, Anthony Ujah (52. Ideye Brown), Nnamdi Oduamadi Cheftrainer: Stephen Keshi | Nigeria |
| Tahiti                                                                                             | 1:3 Jonathan Tehau (54.) | 0:1 Nicolas Vallar (5., Eigentor) 0:2 Nnamdi Oduamadi (10.) 0:3 Nnamdi Oduamadi (26.) 1:4 Jonathan Tehau (69., Eigentor) 1:5 Nnamdi Oduamadi (76.) 1:6 Elderson Echiéjilé (80.)                                                                               | Nigeria |
| Tahiti                                                                                             | Kenneth Omeruo (41.) | | Nigeria |
| Tahiti                                                                                             | Spieler des Spiels: Nnamdi Oduamadi (Nigeria) | | Nigeria |
| 17. Juni 2013 um 16:00 Uhr (21:00 Uhr MESZ) in Belo Horizonte (Estádio Governador Magalhães Pinto) | | |         |
| Zuschauer: 20.187                                                                                  | | |         |
| Schiedsrichter: Joel Aguilar ( El Salvador)                                                        | | |         |
| Spielbericht                                                                                       | | |         |

## Spanien – Tahiti 10:0 (4:0)
| Spanien                                                                  | Spanien | Tahiti | Tahiti |
| ------------------------------------------------------------------------ | --- | --- | ------ |
| Spanien                                                                  | \| 20. Juni 2013 um 16:00 Uhr (21:00 Uhr MESZ) in Rio de Janeiro (Maracanã) \| \| Zuschauer: 71.806 \| \| Schiedsrichter: Djamel Haimoudi ( Algerien) \| \| Spielbericht \|                                                                                  | \| 20. Juni 2013 um 16:00 Uhr (21:00 Uhr MESZ) in Rio de Janeiro (Maracanã) \| \| Zuschauer: 71.806 \| \| Schiedsrichter: Djamel Haimoudi ( Algerien) \| \| Spielbericht \|                                                                                              | Tahiti |
| Spanien                                                                  | Pepe Reina – Nacho Monreal, Sergio Ramos (46. Jesús Navas), Álvaro Arbeloa, César Azpilicueta – Javi Martínez, David Silva, Santi Cazorla (76. Andrés Iniesta), Juan Mata (69. Cesc Fàbregas) – David Villa, Fernando Torres Cheftrainer: Vicente del Bosque | Mickaël Roche – Tehevarii Ludivion, Nicolas Vallar , Edson Lemaire (74. Yannick Vero), Ricky Aitamai, Jonathan Tehau – Heimano Bourebare (69. Lorenzo Tehau), Henri Caroine – Steevy Chong Hue, Marama Vahirua, Alvin Tehau (53. Teaonui Tehau) Cheftrainer: Eddy Etaeta | Tahiti |
| Spanien                                                                  | 1:0 Fernando Torres (5.) 2:0 David Silva (31.) 3:0 Fernando Torres (33.) 4:0 David Villa (39.) 5:0 David Villa (49.) 6:0 Fernando Torres (57.) 7:0 David Villa (64.) 8:0 Juan Mata (66.) 9:0 Fernando Torres (78.) 10:0 David Silva (89.)                    | | Tahiti |
| Spanien                                                                  | Santi Cazorla (45.) | | Tahiti |
| Spanien                                                                  | Torres verschießt Elfmeter gegen Roche (78.) | | Tahiti |
| Spanien                                                                  | Spieler des Spiels: Fernando Torres (Spanien) | | Tahiti |
| 20. Juni 2013 um 16:00 Uhr (21:00 Uhr MESZ) in Rio de Janeiro (Maracanã) | | |        |
| Zuschauer: 71.806                                                        | | |        |
| Schiedsrichter: Djamel Haimoudi ( Algerien)                              | | |        |
| Spielbericht                                                             | | |        |

## Nigeria – Uruguay 1:2 (1:1)
| Nigeria                                                                             | Nigeria | Uruguay | Uruguay |
| ----------------------------------------------------------------------------------- | --- | --- | ------- |
| Nigeria                                                                             | \| 20. Juni 2013 um 19:00 Uhr (24:00 Uhr MESZ) in Salvador da Bahia (Arena Fonte Nova) \| \| Zuschauer: 26.769 \| \| Schiedsrichter: Björn Kuipers ( Niederlande) \| \| Spielbericht \|                                                                       | \| 20. Juni 2013 um 19:00 Uhr (24:00 Uhr MESZ) in Salvador da Bahia (Arena Fonte Nova) \| \| Zuschauer: 26.769 \| \| Schiedsrichter: Björn Kuipers ( Niederlande) \| \| Spielbericht \|                                                                          | Uruguay |
| Nigeria                                                                             | Vincent Enyeama – Godfrey Oboabona, Elderson Echiéjilé, Efe Ambrose, Kenneth Omeruo – John Obi Mikel, Fegor Ogude, John Ogu (66. Sunday Mba) – Ahmed Musa, Ideye Brown (73. Joseph Akpala), Nnamdi Oduamadi (45. Michel Babatunde) Cheftrainer: Stephen Keshi | Fernando Muslera – Diego Lugano , Diego Godín, Martín Cáceres – Maximiliano Pereira, Egidio Arévalo Ríos, Cristian Rodríguez (88. Álvaro Pereira), Diego Forlán, Álvaro González – Luis Suárez (88. Sebastián Coates), Edinson Cavani Cheftrainer: Óscar Tabárez | Uruguay |
| Nigeria                                                                             | 1:1 John Obi Mikel (37.) | 0:1 Diego Lugano (19.) 1:2 Diego Forlán (51.) | Uruguay |
| Nigeria                                                                             | Michel Babatunde (60.), Joseph Akpala (74.) | Diego Lugano (79.), Sebastián Coates (84.) | Uruguay |
| Nigeria                                                                             | Spieler des Spiels: Diego Forlán (Uruguay) | | Uruguay |
| 20. Juni 2013 um 19:00 Uhr (24:00 Uhr MESZ) in Salvador da Bahia (Arena Fonte Nova) | | |         |
| Zuschauer: 26.769                                                                   | | |         |
| Schiedsrichter: Björn Kuipers ( Niederlande)                                        | | |         |
| Spielbericht                                                                        | | |         |

## Nigeria – Spanien 0:3 (0:1)
| Nigeria                                                                                     | Nigeria | Spanien | Spanien |
| ------------------------------------------------------------------------------------------- | --- | --- | ------- |
| Nigeria                                                                                     | \| 23. Juni 2013 um 16:00 Uhr (21:00 Uhr MESZ) in Fortaleza (Estádio Plácido Aderaldo Castelo) \| \| Zuschauer: 51.263 \| \| Schiedsrichter: Joel Aguilar ( El Salvador) \| \| Spielbericht \|                                                                | \| 23. Juni 2013 um 16:00 Uhr (21:00 Uhr MESZ) in Fortaleza (Estádio Plácido Aderaldo Castelo) \| \| Zuschauer: 51.263 \| \| Schiedsrichter: Joel Aguilar ( El Salvador) \| \| Spielbericht \|                                                    | Spanien |
| Nigeria                                                                                     | Vincent Enyeama – Efe Ambrose, Godfrey Oboabona, Kenneth Omeruo (12. Azubuike Egwuekwe), Elderson Echiéjilé – Fegor Ogude, John Obi Mikel, Sunday Mba (63. John Ogu) – Ahmed Musa, Joseph Akpala (71. Mohammed Gambo), Ideye Brown Cheftrainer: Stephen Keshi | Víctor Valdés – Álvaro Arbeloa, Sergio Ramos, Gerard Piqué, Jordi Alba – Sergio Busquets, Xavi , Andrés Iniesta – Pedro (75. David Villa), Cesc Fàbregas (54. David Silva), Roberto Soldado (60. Fernando Torres) Cheftrainer: Vicente del Bosque | Spanien |
| Nigeria                                                                                     | 0:1 Jordi Alba (3.) 0:2 Fernando Torres (62.) 0:3 Jordi Alba (88.) | | Spanien |
| Nigeria                                                                                     | Spieler des Spiels: Jordi Alba (Spanien) | | Spanien |
| 23. Juni 2013 um 16:00 Uhr (21:00 Uhr MESZ) in Fortaleza (Estádio Plácido Aderaldo Castelo) | | |         |
| Zuschauer: 51.263                                                                           | | |         |
| Schiedsrichter: Joel Aguilar ( El Salvador)                                                 | | |         |
| Spielbericht                                                                                | | |         |

## Uruguay – Tahiti 8:0 (4:0)
| Uruguay                                                                  | Uruguay | Tahiti | Tahiti |
| ------------------------------------------------------------------------ | --- | --- | ------ |
| Uruguay                                                                  | \| 23. Juni 2013 um 16:00 Uhr (21:00 Uhr MESZ) in Recife (Arena Pernambuco) \| \| Zuschauer: 22.047 \| \| Schiedsrichter: Pedro Proença ( Portugal) \| \| Spielbericht \|                                                           | \| 23. Juni 2013 um 16:00 Uhr (21:00 Uhr MESZ) in Recife (Arena Pernambuco) \| \| Zuschauer: 22.047 \| \| Schiedsrichter: Pedro Proença ( Portugal) \| \| Spielbericht \| | Tahiti |
| Uruguay                                                                  | Martín Silva – Matías Aguirregaray, Sebastián Coates, Andrés Scotti – Walter Gargano, Álvaro Pereira, Sebastián Eguren, Diego Pérez – Nicolás Lodeiro, Gastón Ramírez (69. Luis Suárez) – Abel Hernández Cheftrainer: Óscar Tabárez | Gilbert Meriel – Ricky Aitamai (53. Edson Lemaire), Teheivarii Ludivion, Nicolas Vallar , Jonathan Tehau, Vincent Simon – Henri Caroine, Steevy Chong Hue, Marama Vahirua, Samuel Hynanyine (88. Yohann Tihoni) – Lorenzo Tehau (71. Stanley Atani) Cheftrainer: Eddy Etaeta | Tahiti |
| Uruguay                                                                  | 1:0 Abel Hernández (2.) 2:0 Abel Hernández (24.) 3:0 Diego Pérez (27.) 4:0 Abel Hernández (45.+1') 5:0 Nicolás Lodeiro (61.) 6:0 Abel Hernández (67., Foulelfmeter) 7:0 Luis Suárez (82.) 8:0 Luis Suárez (90.)                     | | Tahiti |
| Uruguay                                                                  | Andrés Scotti (42.), Walter Gargano (84.) | Teheivarii Ludivion (7.), Nicolas Vallar (48.), Steevy Chong Hue (65.) | Tahiti |
| Uruguay                                                                  | Andrés Scotti (50.) | Teheivarii Ludivion (59.) | Tahiti |
| Uruguay                                                                  | Meriel hält Elfmeter von Scotti (48.) | | Tahiti |
| Uruguay                                                                  | Spieler des Spiels: Abel Hernández (Uruguay) | | Tahiti |
| 23. Juni 2013 um 16:00 Uhr (21:00 Uhr MESZ) in Recife (Arena Pernambuco) | | |        |
| Zuschauer: 22.047                                                        | | |        |
| Schiedsrichter: Pedro Proença ( Portugal)                                | | |        |
| Spielbericht                                                             | | |        |